# 久夛良木健
久夛良木 健（くたらぎ けん、1950年（昭和25年）8月2日 - ）は、日本の技術者、実業家。PlayStationの生みの親。
近畿大学情報学部長。サイバーアイ・エンタテインメント株式会社代表取締役社長、アセントロボティクス株式会社代表取締役CEO、ソニー株式会社シニアテクノロジーアドバイザー。ほか、立命館大学大学院経営管理研究科客員教授、株式会社角川グループホールディングス、株式会社角川マガジンズ、楽天株式会社、株式会社ノジマ、株式会社マーベラスAQL、スマートニュース株式会社の各社で、社外取締役を務める。
1999年4月よりソニー・コンピュータエンタテインメント（SCE）の代表取締役社長、2001年の執行役員制導入によりCEOも務めた。2000年からはソニー取締役にも就任し、2003年4月から2005年3月までは、ソニー副社長兼COOを務めた。2006年12月1日付でSCE社長職を退き、SCE代表取締役会長兼グループCEOに就任。2007年6月19日の任期満了を持ってSCEの代表取締役会長兼グループCEOを退任し名誉会長に就任、2011年6月28日に名誉会長を退任した。プレイステーション2開発時に128ビットCPUの開発を検討したが、世界的に現在まだ128ビットCPUの実現に至っていない。

## 経歴

### 生い立ち・幼少期
1950年、東京都江東区生まれ。父親は福岡県出身で、戦前台湾で新高堂書店という書店を親族で経営、戦後引き揚げ江東区で小さな印刷屋を始めた人物。生まれつき体が弱く「10歳までは生きられない」と言われたこともあったが、回復し、幼少期から家業を手伝っていたという。

### 青年期～ソニー入社
1969年に早稲田高等学校を卒業後、2年の浪人生活を経て1971年に電気通信大学電子工学科に入学し、長谷川伸教授の指導で画像処理について卒業研究し、1975年に卒業してソニーに入社する。
ソニー入社後は液晶ディスプレイの研究開発を行なっていたが、当時のソニーはトリニトロンに注力していたため、研究に没頭しつつも成果が出ない不遇の日々を過ごす。液晶を用いた音量バーグラフ装置を開発するが、液晶はコストが高すぎるためLEDに差し替えられた。このLED音声バーグラフ装置は、ソニー社外の機器にも広く使われ、出荷量が1000万個を超えるヒット商品となった。その後、2インチフロッピーの研究に携わる中でデジタル信号処理に興味が向かい、まもなくソニーの情報処理研究所に引き抜かれる。同研究所内で業務用のデジタルビデオエフェクタ「システムG」に出会い、これをゲームに転用できないかと考えるようになる。

### 任天堂とのつながり～PlayStation開発
ディスクシステムのディスクカードが気に食わなかったことから任天堂に売り込みをかける中で、同社とつながりを持つようになる。その後、任天堂へのPCM音源の売込みに成功し、更にはスーパーファミコン向けのCD-ROMアダプタ開発プロジェクトの中心人物になる。さらに紆余曲折を経て、社内ベンチャー・カーブアウトによりSCEを設立し、1994年にPlayStationの発売を実現。その後のPlayStation 2などと併せて、ゲーム業界で記録的な大成功を収めた。任天堂の上村雅之は、任天堂がソニーと音源を共同開発する事に任天堂の社内外で数多上がった反対を押し切り共同開発を推進したが、当時ニンテンドー・オブ・アメリカ（NOA）の社長であった荒川實がそれを危惧、CD-i向けのゲームをフィリップスと共同開発することを土壇場で山内溥に強く進言した事から共同開発は決裂。その結果、PlayStationが生まれる事となった。

### SCE時代
1999年にSCEの社長に就任。2003年4月にはソニー本体の取締役およびホームエレクトロニクス・ゲーム・半導体部門を統括する執行役副社長に就任した。しかし、ソニー本体、特にエレクトロニクス部門の不振や自身が推奨し開発したPSXの失敗などが解消できず、2005年3月に副社長を引責退任し、SCEの経営に専念することとなった。
2004年4月には雑誌『TIME』が公表した「世界で最も影響ある100人」に選ばれるものの、そのわずか2年後の2006年6月に、CNNが公表した「重要ではない人物10人」の中の一人として、マイクロソフトCEOのスティーブ・バルマーやLinuxカーネル開発者のリーナス・トーバルズなどとともに選出された。
2005年3月、ロサンゼルスで行われたElectronic Entertainment Expo (E3) でPlayStation 3（外観とスペックのみ）を公開し、SCEがPS3のプレスリリースを出した。
2006年12月、ソニーのハワード・ストリンガー会長によりSCEグループの会長に“棚上げ”され、後任にSCEアメリカ社長の平井一夫がSCE社長兼グループCOOに就いた。
2007年4月26日、ソニーの取締役会に対して辞表を提出する。
2007年6月19日、代表取締役会長兼SCEグループCEOを退任して名誉会長に就き、SCE役員職から退いた。SCEグループCEOとしての最後の仕事はPSP-2000開発であった。

### ソニー/SCE退任後
2007年11月26日、ビデオゲームの振興を目指す非営利団体Academy of Interactive Arts & Sciences (AIAS) は久夛良木に「特別功労賞 (Lifetime Achievement Award)」を授与すると発表した。プレイステーションにより、世界中の家庭内エンターテインメントを革新したとして、久夛良木の功績を評価しての受賞となった。
2008年6月22日より、角川グループホールディングスの社外取締役、2009年より角川メディアマネジメントの社外取締役を務める。
2009年4月より、立命館大学大学院の客員教授に就任し、10月にサイバーアイ・エンタテインメントを設立 する。
2010年2月から楽天、2011年6月からノジマ、2013年からマーベラスAQL、それぞれの社外取締役を務める。
2016年、デジタル・コンテンツ・オブ・ジ・イヤー’15／第21回AMDアワードで功労賞を受賞 する。
2018年1月、株式会社GA technologies社外取締役就任。
2019年4月、スマートニュース株式会社社外取締役就任。
2020年8月、アセントロボティクス株式会社代表取締役兼CEO就任。
2022年4月、近畿大学情報学部の学部長に就任。

## 発言
- 1999年3月29日 - エンターテインメントについては「人間の本質」「言葉とか人種の壁を超えて受け入れられる」、また「ゲームの定義を自分で狭めちゃってる」「いつまでたってもピカチュウ。だからぼくはコンピュータ・エンターテインメントと言ってる」と語り、ファミコンについては、サウンドトラックが4本しかなく音の遅延（ディレイ）もないことから、「そんなもんで音楽なんてやれませんよね」「普通の人はそれで感動するかというと、ぼくは感動しないと思う」「クリエイターがやりたいと思ってることがやれるかどうかというのがキー」と答えている[14]。
- 1999年7月26日 - 将来について「最大のライバルは携帯電話」「最大の娯楽はコミュニケーション」「携帯電話の形態もかなり変わっている」[15]
- 2004年5月18日 - 報道陣の「PSXの世間の評判についてどう思うか」という質問に対し、「何言ってんだと思った。家族はみんなPSXを使っている」。ジャーナリストの西田宗千佳によればこの報道陣とは西田宗千佳のことであり、正確には西田の「PSXが、意図した『気楽なレコーダー』として評価されず、ダビングなど機能の有無や性能スペックだけで『ダメな商品』とみられている。このことをどう思うか。是正の策はあるか」という質問に対し久夛良木が「何言ってんだ、と思ったね。（マニア向けに作ったのではなく）使いやすさ重視で作ったのだから、そこを見て欲しい。実際、うちでは、かみさんや子供が喜んで使っていますからね。この製品のポイントは誰でも使いこなせる快適さなんですから」と返答したものが別のニュアンスで伝えられたのだという[16]。
- 2005年1月24日 - PSP1000型の初期不良[注 3]について、「これが私が考えたデザインだ。（使い勝手については）仕様に合わせて貰うしかない。これは僕が作ったもので、そういう仕様にしている。明確な意思を持っているのであって間違ったわけではない」「世界で一番美しい物を作ったと思う。著名建築家が書いた図面に対して門の位置がおかしいと難癖をつける人はいない。それと同じこと」と語り[17]、ユーザーの不興を買った。数か月後にこの事実をSCEが不具合と認め、これらの初期不良は無償修理となったが、同時期に発売したニンテンドーDSとのシェア争いで大きく遅れを取ってしまう一因となった[注 4]。
- 2005年5月27日 - 朝日新聞にてPS3に対し、「（PS3の強力なハードウェアをさして）BMWにフェラーリのエンジンを載せるようなもの。任天堂はかわいい新型のファミリー車[注 5]あたりか」[18]。
- 2006年5月9日 - PS3の価格に対して、「安すぎたかも」[注 6]「高価なレストランで食事をした時の代金と、社員食堂での食事の代金を比べるのはナンセンスですよね?これは極端な例ですが、まさにそういうことなのです」[19]
- 2007年5月1日 - EEtimesのインタビューにて、「当然のことだが、私自身の中には、ネットワークと融合させて楽しむプレイステーション4、5、6というビジョンがある」、「ソニーのプレイステーション3の設計チームに、今後2年間に取り組むべき、コスト削減に向けた構想を引き継いだ」、「そして今、さらに大きな世界で仕事に取り組む準備が整った。今後もソニーとは良い関係を続けていくつもりだ」と語った[20]。
- 2007年9月20日 - PS3が任天堂Wiiの後塵を拝している現状に対して、「（PS3は）少し先を行き過ぎたかもしれない」とする一方で、「日本の電機メーカーは進化が止まっている印象がある。グーグルやマイクロソフトなどパソコンの世界も同じだ」といらだちを見せた。「投資ファンドが常にエグジット（資金回収）を求め、利益の伸びが少し鈍ると株は売り浴びせられ、『2ちゃんねる』でたたかれる。やりたいことができない」という現実があると指摘。「若い人も株式公開など小さなサクセスで満足してしまう」と苦言を呈した[21]。
- 2013年1月29日 - 日経ビジネスオンラインでPSをネットに「溶かす」こと（シンクライアント、クラウドコンピューティング、クラウドゲーミング）についてやゲーム機の進化が遅いと不満を語った。
- 2022年4月、近畿大学に新たに誕生した近畿大学情報学部の初代学部長に就任した[22]。久夛良木は「私も近畿大学情報学部では、面白いことをやりそうな先生と学生をたくさん集めて、いろいろなことにトライして、面白いことをやっていきたいと考えています」とインタビューで語った[23]。

## 略歴
- 1969年3月、早稲田高等学校卒業。
- 1975年3月、電気通信大学電気通信学部電子工学科卒業。
- 1975年4月、ソニー株式会社入社。
- 1993年4月、ソニー株式会社ホームビデオ事業本部コンピュータ・エンターテイメント事業準備室室長に就任。
- 1993年11月、株式会社ソニー・コンピュータエンタテインメント (SCE) 取締役開発部長に就任。
- 1999年4月、SCE代表取締役社長に就任。
- 2000年6月、ソニー株式会社取締役に就任。
- 2003年4月、ソニー株式会社取締役、執行役副社長兼ホーム、ゲーム、半導体担当COOに就任。
- 2005年3月、ソニー株式会社取締役、副社長兼COOを退任、同社グループ役員に就任。
- 2006年12月、SCE代表取締役会長兼CEOに就任。
- 2007年6月、SCE代表取締役会長兼CEOを退任、同社名誉会長に就任。ソニー株式会社グループ・エグゼクティブを退任、同社シニア・テクノロジーアドバイザーに就任。
- 2007年11月、Academy of Interactive Arts & Sciences (AIAS) より、「特別功労賞 (Lifetime Achievement Award) 」を授与。
- 2008年4月、Consumer Electronics Association (CEA) より、「HALL of Fame」を授与。
- 2008年6月、株式会社角川グループホールディングスの社外取締役に就任。
- 2009年、株式会社角川メディアマネジメント（現・株式会社角川マガジンズ）の社外取締役に就任。
- 2009年4月、立命館大学大学院の客員教授に就任。
- 2009年12月、電気通信大学より、「特別客員教授」を授与。
- 2009年10月、サイバーアイ・エンタテインメント株式会社を設立、同社代表取締役社長に就任。
- 2010年2月、楽天株式会社の社外取締役に就任。
- 2011年6月、株式会社ノジマの社外取締役に就任。
- 2011年6月、SCE名誉会長を退任。
- 2013年、株式会社マーベラスAQLの社外取締役に就任。
- 2014年12月、SCEの企画するプレイステーションアワードにゲストとして登場をする。
- 2022年4月、近畿大学情報学部学部長に就任[13]。